# Arrien
Arrien è un comune francese di 146 abitanti situato nel dipartimento dei Pirenei Atlantici nella regione della Nuova Aquitania.
Nel comune la fontana di San Giovanni era nota per i suoi poteri di guarire piaghe varicose e malattie degli occhi, attirando per questo dal XII secolo numerosi pellegrini.

## Società

### Evoluzione demografica
Abitanti censiti